# اسید چرب امگا ۳
اسید چرب امگا ۳ خانواده‌ای از اسیدهای چرب اشباع نشده هستند که اولین پیوند دوگانه آن‌ها بین سومین و چهارمین کربن در زنجیره کربنی قرار گرفته‌است. اسیدهای چرب امگا ۳ برای تنظیم سوخت‌وساز لیپیدها و فعالیت‌های بدن انسان ضروری هستند. ولی در بدن انسان ساخته نمی‌شوند.
سه نوع از اسیدهای چرب امگا ۳ که برای بدن انسان ضروری هستند، عبارت‌اند از آلفا لینولنیک اسید (ALA)، ایکوزاپنتانوییک اسید (EPA) و دوکوزاهگزانوئیک اسید (DHA).
آلفا لینولنیک اسید در منابع گیاهی مانند گردو، دانه‌های چیا، برخی از انواع لوبیا، سبزیجات و در روغن سویا، روغن کانولا، بذر کتان/ بزرک و روغن زیتون یافت می‌شود. دو اسید چرب دیگر، یعنی ایکوزاپنتانوییک اسید (EPA) و دوکوزاهگزائنوئیک اسید (DHA) در جلبک‌ها و ماهی‌هایی همچون سالمون، در روغن ماهی و مکمل‌های ماهی وجود دارد.
ALA و EPA و DHA همگی از خانواده اسیدهای چرب n-۳ (کربن سوم سیر نشده) به‌شمار می‌روند که از نظر تغذیه‌ای بسیار مهم هستند؛ زیرا همگی دارای غیراشباع بودن چندگانه هستند. بدن انسان توانایی تولید اسیدهای چرب n-۳ (کربن سوم سیر نشده) را از مولکول‌های دیگر ندارد و باید آن را از طریق غذاهای ویژه به‌دست‌آورد.
بدن انسان در حد اندکی قادر است، از زنجیره ۱۸ کربنی ALA، زنجیره ۲۰ کربنی EPA و زنجیره ۲۲ کربنی DHA را تشکیل دهد. در میان مواد غذایی گیاهی، روغن و کنجاله کاملینا، مغز گردو، بذر کتان و روغن دانه‌های چیا دارای بیشترین اندازه امگا ۳ هستند. اسیدهای چرب امگا ۳ به دلیل حضور در غشای سلولی در فعالیت‌های فیزیولوژیک بدن نقش حیاتی دارند.
شواهد با کیفیتی وجود ندارد که نشان دهد مکمل‌های غذایی دارای اسیدهای چرب امگا ۳ خطر ابتلا به سرطان یا بیماری‌های قلبی عروقی را کاهش می‌دهد. علاوه بر این، پژوهش‌ها در رابطه با سودمندی مکمل‌های روغن ماهی بر پیشگیری از حملات قلبی یا سکته مغزی یا هر گونه پیامدهای بیماری‌های قلبی-عروقی شکست خورده‌است.

## تاریخچه
از سال ۱۹۳۰ میلادی، اسیدهای چرب امگا ۳ در رشد طبیعی و سلامتی انسان ضروری شناخته شده‌اند. آگاهی از منافع امگا ۳ تا سال ۱۹۸۰ میلادی افزایش یافت. در ۸ سپتامبر ۲۰۰۴ میلادی سازمان دارو و تغذیه آمریکا به ادعاهای گوناگون در خصوص فواید امگا ۳، اشاره کرد، اما اعلام داشت که نتایج تحقیقات قطعی نیست. نتایج اکثر تحقیقات نشان می‌دهد که مصرف امگا ۳ ممکن است خطر بیماری قلبی عروق کرونر را کاهش دهد. البته برخی از آژانس‌های قانونی نمی‌پذیرند که شواهد کافی برای هر کدام از منافع پیشنهاد شده DHA و EPA برای سلامتی عروق قلبی وجود دارد و می‌گویند این ادعاها می‌بایست با احتیاط بیشتری بررسی شود.
آژانس بازرسی مواد غذایی کانادا اهمیت DHA را تشخیص داده‌است و این ادعا را تأیید می‌کند: DHA، یک اسید چرب امگا-۳، از رشد فیزیکی طبیعی مغز، چشم‌ها و اعصاب عمدتاً در کودکان زیر دو سال پشتیبانی می‌کند.
در گذشته یک رژیم غذایی کامل، حاوی مقادیر کافی امگا ۳ بود، اما از آن‌جایی که امگا ۳ به‌راحتی اکسید می‌شود، گرایش به غذاهای فرآوری شده و پایدار منجر به کمبود امگا ۳ در غذاهای تولید شدهٔ امروزی شده‌است.

## تأثیرات بر سلامتی انسان
تمامی اسیدهای چرب امگا ۳ برای سوخت و ساز معمولی بدن انسان مهم و اساسی هستند ولی در داخل بدن انسان نمی‌توانند ساخته شوند و انسان مجبور است که آن‌ها را از طریق خوردن غذا به دست آورد. تمامی اسیدهای چرب امگا ۳ برای سوخت و ساز معمولی بدن انسان مهم و اساسی هستند. امگا ۳ و امگا ۶ همچنین در تنظیم تمامی عملکردهای زیستی، دستگاه قلبی و عروقی، تولید مثل، دستگاه ایمنی و عصبی حضور دارند.
ارتباط بین مصرف مکمل امگا ۳ و کاهش خطر مرگ و میر ناشی از همهٔ علل، غیر قطعی به‌نظر می‌رسد.
۶۰ درصد از بافت مغز چربی است بنابراین عملکرد صحیح مغز و یاخته‌های عصبی و شبکیه چشم به اسیدهای چرب از جمله امگا ۳ وابسته است. امگا ۳ در بدن به پروستاگلاندین‌ها و ایکوزانوییدها تبدیل می‌شود. پروستاگلاندین‌ها در تنظیم فشار خون، انعقاد خون، پاسخ‌های آلرژیک، عملکرد کلیه‌ها و دستگاه گوارش و تنظیم هورمون‌های جنسی نقش دارند.

### سرطان
شواهد موجود ارتباط بین میزان مصرف ماهی و خطر ابتلا به سرطان را ضعیف نشان می‌دهد. مکمل‌های موجود که حاوی اسیدهای چرب امگا ۳ هستند نیز به نظر نمی‌رسد که این موضوع را تحت تأثیر قرار دهند.
یک تحقیق در ۲۰۰۶ نتیجه‌گیری کرد که رابطه‌ای بین مصرف اسیدهای چرب امگا ۳ و سرطان وجود ندارد. این به نتایج یک نگرش از مطالعات تا فوریه ۲۰۰۲ شبیه است که نتوانست تأثیر روشن و واضح از زنجیره بلند و کوتاه چربی‌های امگا ۳ روی خطر کلی مرگ پیدا کند. حوادث عروق قلبی و سرطان ترکیب شده‌اند. در آن‌ها با سرطان پیشرفت کرده و سوءهاضمه و زردی، مکمل‌های اسید چرب امگا ۳ ممکن است مفید باشند، زیرا اشتها، وزن و کیفیت زندگی را بهبود می‌بخشند.
شواهدی تجربی وجود دارد که اسیدهای چرب امگا ۳ دریایی خطر سرطان پستان را کاهش می‌دهد اما این قطعی نیست.
تأثیر مصرف روی سرطان پروستات قطعی نیست. یک خطر کاهشی با سطح خون بالاتر از DPA وجوددارد، اما یک خطر افراهی از سرطان پروستات پیشرفته‌تر با سطح خون بالاتر از EPA و DHA ترکیب شده وجود دارد (در روغن ماهی چرب دیده شده‌است)

### بیماری‌های قلبی–عروقی
یک بررسی در سال ۲۰۲۰ نشان داد که EPA و DHA، مانند آنچه در مکمل‌های اسید چرب غیراشباع امگا-۳ یافت می‌شود، به نظر نمی‌رسد مرگ و میر یا سلامت قلبی-عروقی را بهبود بخشد. شواهد ضعیفی وجود دارد که نشان می‌دهد آلفا لینولنیک اسید ممکن است با کاهش اندکی در خطر یک رویداد قلبی-عروقی یا خطر آریتمی همراه باشد.
داشتن یک رژیم غذایی با ماهی زیاد که شامل زنجیره بلندی از اسیدهای چرب امگا ۳ است به نظر نمی‌رسد که خطر حمله قلبی را کاهش دهد. مقدار زیادی ممکن است لیپوپروتئین تراکم پایین (LDL) را افزایش دهد (زیر را ببینید)، تا ۴۶٪، اگر چه LDL از کوچک تا بزرگ، سبک تغییر می‌کند.
اسیدهای چرب امگا ۳ ممکن است تأثیر کمی روی فشار خون انقباض قلب داشته باشند. گر چه برخی مطالعات نتایج دیگری یافته‌اند. آلفا-لینولنیک اسید (ALA) با ۱۸ کربن هیچ نفعی برای عروق قلبی مشابه نشان نداده در حالی که DHA یا EPA ممکن است فوایدی داشته باشند.
برخی شواهد نشان می‌دهند که مردم با مشکلات رایج معین مانند واریس، ممکن است از مصرف EPA و DHA بهبود یابند، که ممکن است گردش خون را تحریک کند، شکست فیبرین‌ها را افزایش دهد، یک ترکیب شامل حالت لخته خون یا جای زخم می‌شود، و به علاوه ممکن است فشار خون را کاهش دهد. در نتیجه، اسیدهای چرب امگا ۳ سطح تری‌گلیسیرید خون را کاهش می‌دهند و ورودی معمول ممکن است خطر حمله‌های قلبی دوم و اول را کاهش دهد. ALA نمی‌تواند سلامت عروق قلبی را که از EPA و DHA بهره می‌برند را اعطا کند.
مقدار بزرگی ممکن است خطر حمله خون‌ریزی در زنان را افزایش دهد، مقادیر کمتر به این خطر ربطی ندارند.

### التهاب
اگر چه به عنوان یک ادعای سلامتی به اثبات نرسیده‌است، تحقیقات اخیر نشان می‌دهد که فعالیت ضدالتهاب اسیدهای چرب امگا ۳ زنجیره بلند ممکن است به تأثیرات سیلینیل تعبیر شود. برای ورم مفاصل روماتوئید (RA)، یک بازنگری منظم یک ثبات نشان داده‌است، اما کمتر، شواهد برای تأثیر بیماری، مانند استفاده از داروهای غیراسترودیال ضدالتهاب‌پذیری وجود دارد. اگرچه، دانشگاه روماتولوژی آمریکا(ACR) اعلام کرده که ممکن است استفاده از روغن ماهی، نفع کمتری داشته باشد، اما ممکن است ماه‌ها طول بکشد تا تأثیر آن دیده شود، و برای تأثیرات جانبی معده و روده و امکان مکمل‌های شامل جیوه یا ویتامین A در سطوح سمی احتیاط می‌شود.
به دلیل کمبود تنظیمات برای امنیت و کارایی، دانشگاه روماتولوژی آمریکا(ACR) مکمل‌های گیاهی را پیشنهاد نداده و احساس می‌کند یک کمبود کلی شواهد علمی برای استفاده از آن‌ها وجود دارد. مرکز بین‌المللی برای داروهای مکمل و جایگزین نتیجه گرفته‌است که استفاده رژیمی منافع روشنی برای RA نشان نداده‌است، اما شواهد اولیه وجود دارد که روغن ماهی ممکن است مفید باشد و در مطالعات بعدی بیشتر به آن توجه می‌شود.

### اختلالات پیشرفته
اگر چه در شواهد علمی اخیر به عنوان یک درمان اولیه برای ADHD، اختلالات و هم گرایی بینایی و دیگر تغییرات پیش رونده حمایت و اثبات نشده‌است، استفاده از اسیدهای چرب امگا ۳ برای کودکان رایج شده‌است.
یک بازنگری کوکران نشان داده‌است که شواهد اندکی موجود است که مکمل‌های PuFA منفعتی را برای علایم ADHD بر بچه‌ها و نوجوانان فراهم می‌کند؛ در حالی که یک بازنگری متفاوت نشان داده‌است که شواهد غیر کافی برای اینکه در مورد استفاده از PuFA برای بچه‌ها تا اختلالات یادگیری خاص نتیجه‌گیری کند. بازنگری دیگر نتیجه گرفته‌است که شواهد برای استفاده از اسیدهای چرب امگا ۳ در رفتار و اختلالات بازسازی سلول‌های عصبی مانند ADHD و افسردگی قطعی نیست.
یک دیدگاه متفاوت نتیجه گرفته‌است که تأثیر کمی برای اسیدهای چرب امگا ۳ در ADHD وجود دارد، اما این تأثیر کمتر از داروهای قدیمی تر داروسازی است.
روغن ماهی فقط نفع کوچکی برای جلوگیری از خطر مرگ زودرس دارد.

### سلامتی ذهن
شواهدی وجود دارد که اسیدهای چرب امگا ۳ در سلامتی ذهن نقش دارند. شامل اینکه آن‌ها ممکن است به ندرت مفید باشند مانند اضافه کردن امگا ۳ برای درمان افسردگی همراه با اختلال دو قطبی.
شواهد اولیه‌ای وجود دارد که مکمل EPA برای درمان افسردگی کمک‌کننده‌است. گر چه، یک سختی مشخص در تفسیر نتایج به دلیل یادآوری شرکت کنندگان و تفاوت‌های منظم در رژیم‌ها وجود دارد. اما کمی به رشد ذهن کمک می‌کند البته این امر باید از کودکی شروع شود.

### پیری شناختی
مطالعات همه‌گیر شناختی پیشنهاد می‌کند که مصرف امگا ۳ می‌تواند خطر جنون و دیوانگی را کاهش دهد. شواهد یک تأثیر درمانی برای مداوای بیماران دیوانه، قطعی و جامع است. گر چه برخی شواهد پزشکی نشان می‌دهد که بیماران مورد مطالعه فقط دارای نشانه‌های کمبود شناختی بوده‌اند و نشانه‌های بیماری جنون و دیوانگی در آن‌ها در حدی نبوده که بتوان گفت که دچار جنون یا دیوانگی بوده‌اند.

### دیابت
یک بررسی در سال ۲۰۱۹ نشان داد که مکمل‌های امگا ۳ هیچ تأثیری در پیشگیری و درمان دیابت نوع ۲ ندارند.

### آسم
تا سال ۲۰۱۵، هیچ مدرکی مبنی بر این‌که مصرف مکمل‌های امگا ۳ می‌تواند از حملات آسم در کودکان جلوگیری کند، وجود نداشته‌است.

## شیمی

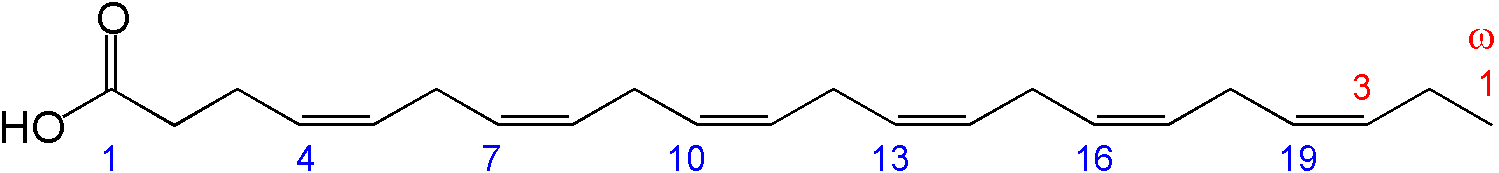
DHA

ALA

اسیدهای چرب امگا ۳ که اسیدهای چرب w-3 و همچنین اسیدهای چرب n-3 نیز نامیده می‌شوند؛ در حقیقت همان اسیدهای چرب اشباع نشده با یک پیوند دوگانه (c=c) در سومین اتم کربن از انتهای زنجیرهٔ کربن هستند. اسیدهای چرب دو انتها دارند، انتهای اسید کربوکسیلیک (-COOH) که شروع زنجیره در نظر گرفته می‌شود، آلفا و انتهای متیل (CH3)، که دم زنجیره در نظر گرفته می‌شوند، امگا نامیده می‌شود. نام‌گذاری اسیدهای چرب از مکان اولین پیوند دوگانه گرفته شده‌است، از انتهای متیل شماره شده، که امگا (w-) یا انتهای n- است.
اسیدهای چرب امگا ۳ نمی‌توانند توسط بدن انسان ساخته شوند. البته برخی از پستانداران توانایی‌های محدودی دارند. وقتی رژیم غذایی انسان شامل ALA (آلفا-لینولنیک اسید، با ۱۸ کربن و ۳ پیوند دوگانه) باشد، بدن انسان تا حد کمی قادر است که اسید چرب زنجیره بلندتر مهم‌تری همچون EPA (ایکوزا پنتانوئیک اسید با ۲۰ کربن و ۵ پیوند دوگانه) را تولید کند، و سپس از EPA، به تولید DHA (دو کوزاهگزنوئیک اسید با ۲۲ کربن و ۶ پیوند دوگانه) که اسید چرب زنجیره بلندتر بهتر و با کارایی بهتر است را تولید کند. توانایی درست کردن زنجیره بلندتر از ALA ممکن است همچنین در اثر گذشت زمان، در غذاهای قرار گرفته درمعرض هوا، خراب شود.
این در حالی است که در بدن بسیاری از ماهی‌ها این قدرت وجود دارد که ALA را به راحتی به EPA و DHA تبدیل کنند.
اسیدهای چرب اشباع نشده در مقابل نور، حرارت و اکسیژن بسیار حساس هستند و در نتیجه باید در ظروف در بسته و در یخچال و همچنین دور از نور نگهداری شوند.
ساختار شیمیایی آلفا-لینولنیک اسید (c9∆ ۳: ۱۸، c12، c 15) (یعنی یک زنجیره ۱۸ کربنی با سه پیوند دوگانه روی کربن‌ها با شماره‌گذاری ۹ و ۱۲ و ۱۵). گر چه شیمی‌دانان از کربن کربونیل (شماره آبی) می‌شمارند، زیست‌شناسان از n(w) کربن (شماره قرمز) می‌شمارند. به یاد داشته باشید که، از انتهای n (شکل راست)، اولین پیوند دوگانه به عنوان پیوند سوم کربن- کربن (بخش خطی) به نظر می‌رسد، از آن است که اسم آن 3-n می‌باشد. این توسط این حقیقت توضیح داده شده‌است که انتهای n تقریباً هرگز در طول انتقالات فیزیولوژیکی در بدن انسان تغییر نمی‌کند، همان‌طور که این بیشتر ثابت نگهدارنده انرژی است و دیگر ترکیب‌ها می‌تواند از دیگر انتهای کربونیل ترکیب شود، به عنوان مثال در گلیسیرید، یا از پیوندهای دوگانه در وسط زنجیره.
این سه اسید اشباع نشده یا ۳، ۵ یا ۶ پیوند دوگانه در زنجیره کربن، ۱۸ و ۲۰ یا ۲۲ اتم کربن دارند، به ترتیب، مانند اسیدهای چرب تولید شده طبیعی تمام پیوندهای دوگانه در تنظیم cis هستند، به عبارت دیگر، ۲ اتم هیدروژن در یک طرف پیوند دوگانه هستند، و پیوندهای دوگانه توسط پل‌های متیلن شکسته شده‌اند (-CH) بنابراین دو پیوند یگانه بین هر جفت از پیوندهای دوگانه متصل وجود دارد.

## مکانیسم عمل
اسیدهای چرب برای رشد طبیعی در کودکان و جوانان ضروری هستند. یک مقدار کوچک از امگا ۳ در رژیم غذایی (یک درصد از کالری کل) رشد طبیعی را ممکن می‌سازد، و افزایش مقدار کمتر دارد بدون تأثیر اضافه روی رشد.
به عبارت دیگر، محققان دریافته‌اند که اسیدهای چرب امگا ۶ (مانند اسید لینولنیک ۶) و (اسید آراکینوئیک) یک نقش مشابه در رشد طبیعی بازی می‌کنند. اگر چه، آن‌ها همچنین دیده‌اند که امگا ۶ در حمایت از درستی پوستی بهتر بود، و هم چنین در عمل کلیه و زایمان. این یافته‌های مقدماتی محققان را هدایت کرد تا مطالعاتشان را روی امگا ۶ متمرکز کنند. تنها در دهه‌های اخیر است که اسیدهای چرب امگا ۳ مورد توجه قرار گرفته‌است.
در ۱۹۶۴، کشف شد که آنزیم‌های دیده شده در بافت‌های گوسفند، اسید آراکوئیونیک امگا ۶ را به التهاب که پروستاگلندین نامیده شده‌است تبدیل می‌شود، که هر دو باعث احساس درد می‌شود و التیام را سرعت می‌بخشد و پاسخ ایمنی در بافت‌های آسیب‌های روانی و عفونی می‌شود. در سال ۱۹۷۹ میلادی، بیشتر آن چیزی که اکنون به عنوان ایکوزانوئید شناخته می‌شود کشف شده‌است، ترومبوگزان، پروستاسایکیلین، و لکوترین. ایکوزانوئید، که عملکردهای بیولوژیکی مهم دارد، نوعاً یک مدت زندگی فعال کوتاه دربدن دارند، با ترکیب از اسیدهای چرب شروع می‌شود و با سوخت و ساز توسط آنزیم‌ها پایان می‌یابد. اگرچه، اگر سرعت ترکیب سرعت سوخت و ساز را افزایش دهد، ایکوزانوئید اضافی ممکن است تأثیرات زیان آوری داشته باشد. محققان یافتند که اسیدهای چرب امگا ۳ مشخص همچنین به ایکوزانوئید تبدیل می‌شود، اما بار یک سرعت خیلی پایین‌تر ایکوزانوئید از اسیدهای چرب امگا ۳ ساخته شده‌است اغلب به عنوان ضدالتهاب شناخته می‌شوند، اما در حقیقت آن‌ها خیلی کمتر ملتهب هستند نسبت به آن‌هایی که از چربی‌های امگا ۶ ساخته شده‌اند. اگر هم اسیدهای چرب امگا ۳ و هم امگا ۶ وجود داشته باشند، آن‌ها رقابت می‌کنند تا انتقال یابند، بنابراین نسبت زنجیره بلند اسیدهای چرب امگا ۳ به امگا ۶ به‌طور مستقیم نوع ایکوزانوئیک که تولید شده‌است را تحت تأثیر قرار می‌دهد.
این رقابت به عنوان مهم‌ترین بخش تشخیص داده شده‌است وقتی یافتند که ترومبوگزان یک عامل در تجمع پلاکت‌ها است که می‌تواند هر دو باعث مرگ توسط ترومبوگزان شود و مرگ با خون‌ریزی را جلوگیری کند. در غیر این صورت لکوترین دیده شده‌است که در سیستم ایمنی در التهابی مهم است، و بنابراین در ورم مفاصل، سل جلدی، آسم رایج است و کشف از عفونتها این یافته‌ها منجر به تمایل بیشتر در پیدا کردن راه‌هایی برای کنترل ترکیب ایکوزانوئید امگا ۶ دارند. ساده‌ترین روش می‌تواند بوسیلهٔ مصرف بیشتر امگا ۳ و کمتر امگا ۶ باشد.
آن‌ها در طول دورهٔ پیش زادی برای شکل‌گیری سیناپس‌ها و غشای سلولی لازم هستند. این فرایندها همچنین در پیشرفت پس از تولد بشر برای پاسخ صدمه از دستگاه عصبی مرکزی و محرک شبکه‌ای ضروری هستند.

## تبادلات
راندمان تبدیل ALA به EPA و DHA:
بدن مردها اسیدهای چرب امگا ۳ زنجیره کوتاه را به زنجیره بلند شکل (EPA,DHA) با یک راندمان زیر ۵ درصد تبدیل می‌کند. راندمان تبدیل امگا ۳ زنجیره کوتاه به زنجیره بلند در زن‌ها بیشتر است، اما کمتر مطالعه شده‌است.
این تبدیل‌ها به‌طور رقابتی با اسیدهای چرب امگا ۶ اتفاق می‌افتد، که به‌طور نزدیکی به آنالوگ‌های شیمیایی ضروری وابسته هستند که از اسید لینولئیک نشات گرفته‌اند. هم اسید لینولئیک امگا ۳ و هم اسید لینولئیک امگا ۶ می‌بایست از تعداد به دست می‌آید. ترکیب اسیدهای چرب امگا ۳ بزرگتر از اسید لینولئیک درون بدن به‌طور رقابتی توسط آنالوگ‌های امگا ۶ آرام شده‌است؛ بنابراین، تجمع اسیدهای چرب امگا ۳ زنجیره بلند در بافت‌ها مؤثرتر است وقتی آن‌ها به‌طور مستقیم از غذا به دست می‌آید یا وقتی رقابت مقادیر آنالوگ‌های امگا ۶ به‌طور عظیمی مقدار امگا ۳ را افزایش نمی‌دهد.
تبدیل ALA به EPA و در ادامه به DHA در درون بدن انسان اثبات شده‌است که محدود است، اما با تک تک آن‌ها فرق دارد. زنان راندمان تبدیل ALA بالاتری دارند نسبت به مردان که فرض شده که به خاطر سرعت پایین‌تر استفاده از ALA رژیمی برای اکسیدان بقا باشد. این پیشنهاد می‌کند که مدیریت بیولوژیکی راندمان تبدیل ALA ممکن است. گوئن استدلال می‌کند که مقدار کافی ALA به جای نسبت امگا ۳ و امگا ۶ می‌باشد، که راندمان تبدیل را کنترل می‌کند.

## نسبت امگا ۶ به امگا ۳
یکی از اسیدهای چرب موجود در امگا ۶ که کوچک‌ترین زنجیره را دارد اسید لینولئیک است. برای آن‌که بدن بتواند از امگا ۳ و امگا ۶ موجود در مواد غذایی، مشتقات مورد نیاز خود را بسازد باید آن دو ماده را به نسبت مناسب با یکدیگر دریافت کند. نسبت ایدئال امگا ۶ به امگا ۳ می‌بایست ۱:۱ و حداکثر ۴:۱ باشد، اما این مقدار در افراد جامعه ۱۱:۱ تا ۳۰:۱ است یعنی مصرف امگا ۶ در اغلب موارد سی برابر بیش از امگا ۳ است.
مصرف نامتناسب این دو ماده سبب ایجاد مشکلاتی در بدن می‌شود زیرا هرگاه امگا ۶ بیش از امگا ۳ مصرف گردد بدن نیز تنها از امگا ۶ استفاده می‌نماید. از عوارض کمبود اسیدهای چرب امگا ۳ می‌توان به لاغری، آسیب به بینایی، کاهش توانایی یادگیری، افزایش تری‌گلیسرید، فشارخون و خشکی پوست اشاره کرد. از عوارض کمبود امگا ۶ نیز می‌توان اگزما، ریزش مو، تحلیل کبد، افزایش ابتلا به عفونت و تأخیر در التیام زخم‌ها را برشمرد.
مطالعات پزشکی نشان می‌دهد که نسبت مصرف امگا ۶ به امگا ۳ (به ویژه اسید لینولئیک در مقابل آلفا لینولنیک اسید) مهم است تا سلامتی عروق قلبی را نتیجه دهد. سه مطالعه در سال‌های ۲۰۰۵ و ۲۰۰۷ و ۲۰۰۸ انجام شده‌است. پژوهش‌ها نشان می‌دهد زمانی امگا ۳ در جلوگیری از بیماری قلبی در انسان‌ها مفید است که نسبت مصرف آن به مصرف امگا ۶ مناسب باشد. مصرف بیش از حد هر یک موجب بروز بیماری می‌شود.
هم امگا ۳ و هم امگا ۶ هر دو ضروری هستند ولی دارای دو نقش جداگانه در بدن هستند؛ یعنی انسان‌ها باید هر دو را در رژیم غذایی مصرف کنند. هر دوی آن‌ها برای آنزیم‌ها و سوخت و ساز یکسان رقابت می‌کنند، بنابراین نسبت مصرف آن‌ها تأثیر خاصی روی نسبت و سرعت تولید ایکوزانوئید دارد. یک گروه از هورمون‌ها به‌طور نزدیکی در التهاب بدن و فرایندهای فرمولی درگیر هستند، که شامل پروستاگلاندین، لکوترین، ترومبوگزان، در میان دیگران می‌شود. تغییر این نسبت می‌تواند حالت سوخت و ساز و التهاب بدن را تغییر دهد.
حیواناتی که از حبوبات و دانه تغذیه می‌کنند در مجموع امگا ۶ بیشتری را اندوخته می‌کنند. در نتیجه در گوشت و در شیر حیواناتی که با علف تغذیه می‌کنند نسبت امگا ۳ به امگا ۶ در مقایسه با حیواناتی که از حبوبات و دانه تغذیه می‌کنند نسبت بهتری است.
سوخت و ساز امگا ۶ التهاب آورتر است (به ویژه، اسید آراشیدونیک). لذا باید امگا ۶ و امگا ۳ را با نسبتی مناسب مصرف نمود. نسبت سالم امگا ۶ به امگا ۳، طبق نظر پژوهشگران، از ۱:۱ تا ۱:۴ است متفاوت است. برخی معتقدند که نسبت ۴ به ۱ (مقدار امگا ۶ حدود چهار بار بیشتر از امگا ۳) نسبت سالم تری است. مطالعات رژیم غذایی جدید، غنی در شکار حیوان، غذای دریایی، و دیگر منابع امگا ۳ پیشنهاد می‌کند، ممکن است چنین نسبتی را تهیه کرده باشد.
رژیم‌های غذایی معمول در غرب نسبت‌های بین ۱۰ به ۱ و ۳۰ به (فراهم می‌کند (یعنی سطوح بالاتر امگا ۶ نسبت به امگا ۳).
اگر میزان امگا ۶ زیادتر از چهار برابر امگا ۳ شود عوارضی همچون اختلال در انعقاد خون و مشکلات قلبی و غیره برای انسان ایجاد خواهد شد. افزایش مصرف امگا ۳ بدون کاستن از مصرف امگا ۶ نیز عملاً فایده‌ای ندارد. به‌طور مثال اگر می‌خواهید، از روغن کلزا یا روغن کانولا استفاده کنید، بهتر است آن را جانشین روغن‌های سرشار از امگا ۶ نمایید.
نسبت امگا ۶ به امگا ۳ در برخی از دانه‌های روغنی بدین قرار است: روغن کانولا ۲ به ۱، بوته شاهدانه ۳/۱۳ به ۱، آفتاب‌گردان (بدون امگا ۳)، الیاف کتان ۱ به ۳، دانه کتان (تقریباً بدون امگا ۳)، بادام زمینی (بدون امگا ۳)، روغن هسته انگور (تقریباً بدون امگا ۳) و در روغن ذرت ۴۶ به ۱ می‌باشد.
دانه‌های ذرت، آفتابگردان گل رنگ و کنجد و تقریباً می‌توان گفت بیشتر روغن‌های گیاهی سرشار از امگا-۶ هستند. بیشترین میزان امگا ۳ در روغن‌های گیاهی مربوط به روغن شاهدانه با حدود ۴۰ درصد است. در سایر روغن‌های گیاهی متداول مصرفی در بازار به جز کانولا و سویا که حدود ۹ درصد است، میزان امگا ۳ ناچیز و عمدتاً سرشار از امگا ۶ هستند
توصیه می‌شود جهت استفاده بهینه از ترکیبات اسید چرب حداقل هر سه ماه یک‌بار نوع روغن مصرفی تغییر یابد. البته به جز روغن زیتون که توصیه به مصرف همیشگی آن است. در خصوص مصرف سایر روغن‌ها از جمله ذرت، آفتابگردان، سویا، کانولا، کنجد و … این موضوع مصداق دارد. درخصوص مصرف روغن زیتون بهتر است از نوع بکر و تصفیه شده در مقابل نوع بدون بو و تصفیه شدهٔ آن استفاده شود.

## ارزش روزانه
همانند مواد غذایی درشت، چربی‌ها به عنوان ورودی‌های تغذیه در نظر گرفته نشده‌اند. درشتها ورودی قابل قبولی دارند(AI) و محدوده‌های پخش و توزیع مواد غذایی درشت قابل قبول (AMDR) به جای RDA دارند. AI برای امگا ۳ ۱٫۶ گرم در روز برای مردها و ۱٫۱ گرم در روز برای زنان است، درحالی‌که AMDR 0.6% به ۱٫۲٪ از کل انرژی است.
بدن در حال رشد ادبیات ورودی‌ها بالاتر اسید آلفا لینولنیک (ALA)، اسید ایکوزانپتونوئیک (EPA) را پیشنهاد می‌کند و DHA ممکن است برخی درجات حمایت در مقابل بیماری عروق کرونر ارائه دهد. چون قدرت فیزیولوژیکی EPA و DHA بیشتر از ALA است، ممکن نیست که یک AMDR برای تمام اسیدهای چرب امگا ۳ تخمین بزند. حدوداً ۱۰ درصد از MDR می‌تواند مانند EPA و DHA مصرف شود. شواهدی ناکافی وجوددارد از ۲۰۰۵ تا یک حدود قابل تحمل بالاتر برای اسیدهای چرب امگا ۳ تنظیم کند.
مسمومیت با فلزات سنگین توسط انباشتگی آثار فلزات سنگین بدن، در کل جیوه، گلوله، نیکل، آرسنیک و کادمیوم، یک خطر ممکن از مصرف مکمل‌های روغن ماهی می‌باشد. همچنین، دیگر محتویات (PCB، موران، دیوکسین، و PBDE) ممکن است دیده شود، به ویژه در مکمل‌های روغن ماهی کم‌تر اصلاح شده. در حقیقت، گرچه، سمی بودن فلزات سنگین از مصرف مکمل‌های روغن ماهی غیر متحمل است، زیرا فلزات سنگین به‌طور انتخابی با پروتئین در گوشت ماهی ترکیب شده نسبت به تجمع در روغن یک آزمون مستقل در ۲۰۰۵ از ۴۴ روغن ماهی روی بازار آمریکا دریافت که تمامی محصولات استانداردهای سلامت برای محتویات بالقوه را دارا می‌باشند.
FDA پیشنهاد داده که نوجوانان می‌توانند به‌طور سالم یک کل از ۳ گرم هر روز از DHA و EPA ترکیب شده را مصرف کنند، بدون بیش از ۲ گرم در روز از مکمل‌های رژیم غذایی می‌یابد.
شورای مسئول تغذیه و سازمان سلامت جهانی استانداردهای قابل قبولی را در مورد روغن ماهی منتشر کرده‌اند. عجیب‌ترین استاندارد اخیر، استاندارد روغن ماهی بین‌المللی است. روغن‌های ماهی که تقطیر مولکولی در خلاء نوعاً این درجه بالاتر را می‌سازد و سطوح قابل اندازه‌گیری محتویات (بخش‌های اندازه‌گیری شده هر بیلیون و بخش‌های اندازه‌گیری شده هر تریلیون) می‌باشد.
یک شیوه جدید، تولید محصولات غذایی غنی‌شده با استفاده از اسیدهای چرب امگا ۳ است. برخی از شرکت‌های تولیدکننده محصولات غذایی، نان را با اسیدهای چرب امگا ۳ غنی کرده‌اند. عملیات غنی‌سازی فراورده‌های غذایی با استفاده از اسیدهای چرب امگا ۳ بر روی محصولاتی نظیر شیر، تخم مرغ، مایونز، پیتزا، ماست، آب پرتقال، پاستا بچه‌ها، پف فیل، شیرینی و فرمول نوزادان نیز صورت گرفته‌است.
سازمان قلب آمریکا توصیه‌های تغذیه‌ای گوناگونی برای استفاده از EPA و DHA به خاطر فواید قلبی و عروقی آن‌ها تدوین کرده‌است. افراد بدون سابقه بیماری قلبی عروق کرونر یا سکته قلبی نیز می‌بایست ماهی‌های روغنی یا روغن ماهی را دو بار در هفته استفاده کنند. این سازمان برای کسانی که مبتلا به بیماری قلبی عروقی هستند. مقدار خاصی از EPA + DHA را توصیه نمی‌کند، اما متذکر می‌شود که بیشتر آزمایش‌هایی که در حدود ۱۰۰۰ میلی‌گرم در روز یا نزدیک به آن هستند به نظر می‌رسد به‌طور نسبی ۹٪ کاهش خطر داشته‌اند.
سازمان بهداشت جهانی مصرف منظم ماهی (۱–۲ وعده در هفته، معادل ۲۰۰ تا ۵۰۰ میلی‌گرم در روز EPA+DHA)را به عنوان محافظ در برابر بیماری قلبی عروقی و سکته ایسکمیک توصیه می‌کند.

### روغن ماهی

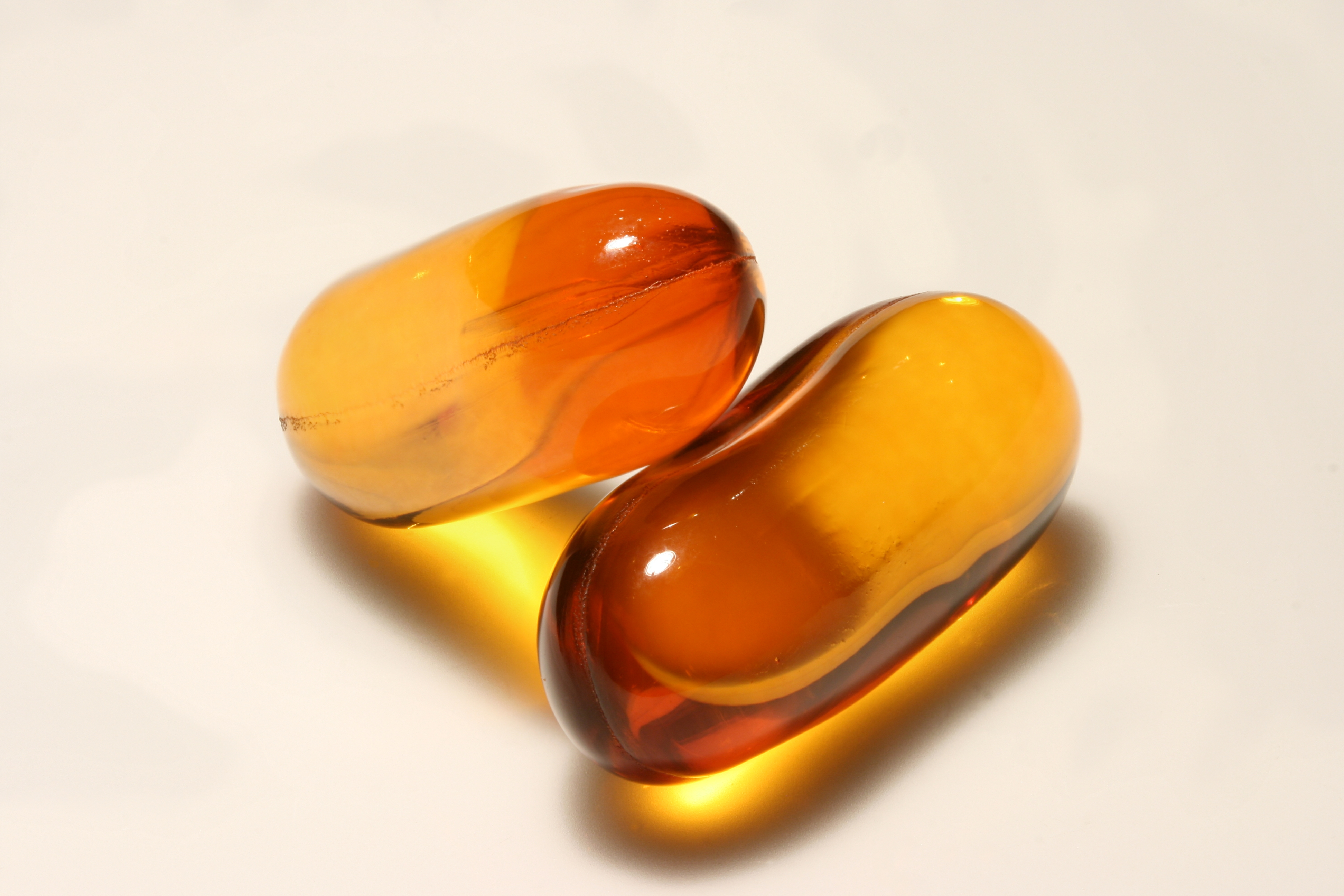
کپسول روغن ماهی

## منابع گیاهی

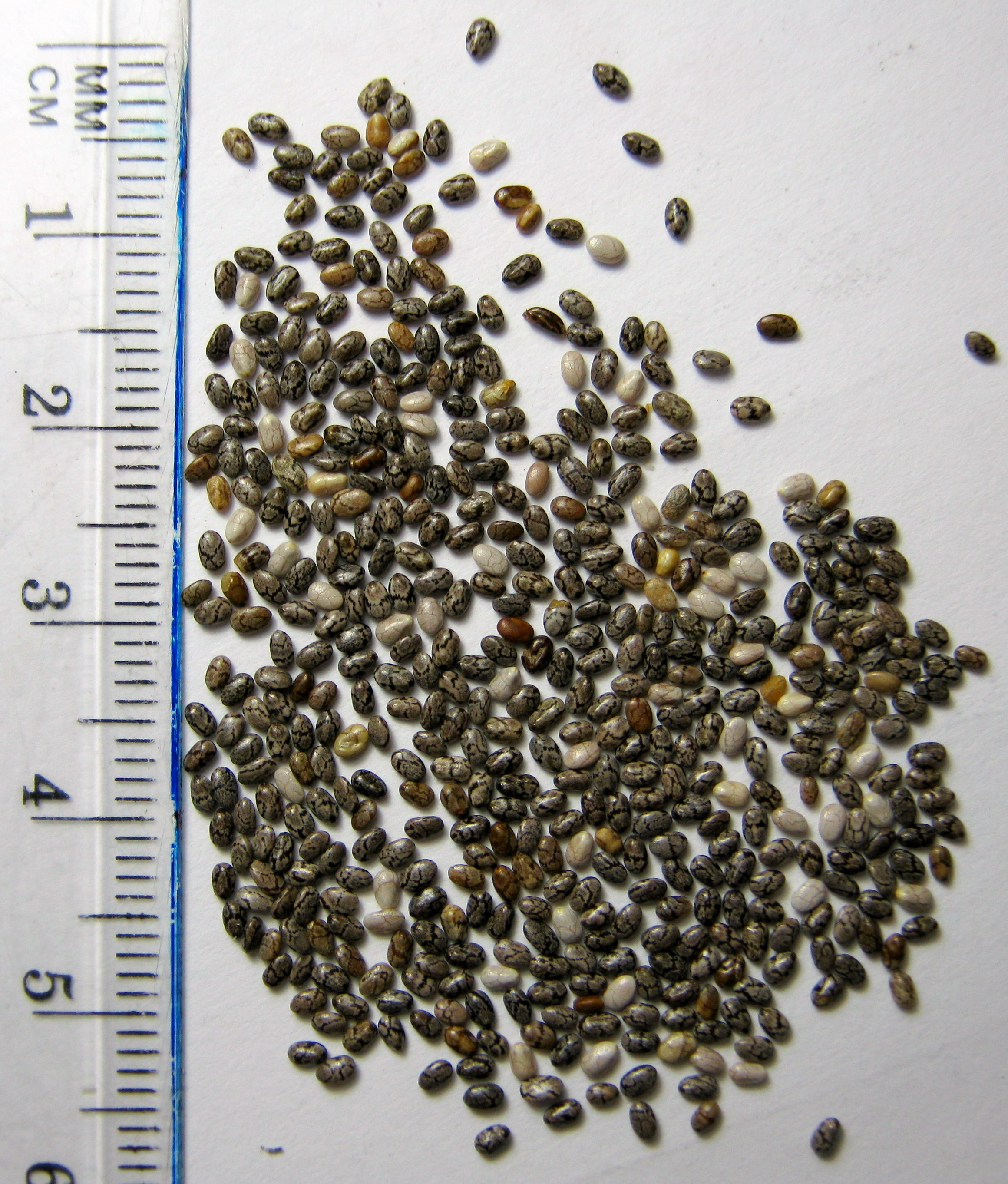
دانه‌های چیا سرشار از امگا ۳ هستند.